# Котова, Татьяна Алексеевна
Татьяна Алексеевна Котова (род. 1948) — советский и российский врач, психиатр, заслуженный врач России (1995), кандидат медицинских наук, подполковник внутренних войск, бывший начальник и главный врач Орловской психиатрической больницы специализированного типа (до 2012 года). Член Правления Российского общества психиатров.

## Деятельность
В начале 1990-х гг. деятельность Котовой и возглавляемой ею больницы попала в поле зрения СМИ после того, как журналист Геннадий Майоров опубликовал в газете «Советский спорт» (27.02.1991) интервью с бывшим сотрудником Орловской больницы, рассказавшим о жестоких условиях содержания в ней политических заключённых: «Из них хотели сделать животных». Татьяна Котова от лица больницы в 1992 году подала иск о защите чести и достоинства, выразив на суде «абсолютную уверенность в справедливости и незыблемости принципов советской психиатрии»: как отмечал в отчёте о процессе журналист Марк Дейч, «все узники орловской психбольницы, по мнению подполковника Котовой, были ненормальными, лечить их было необходимо. В том числе и диссидентов. <…> Не сомневается Татьяна Котова и в необходимости перлюстрации писем больных, и в необходимости невыносимо болезненных инъекций „для наказания“». Диссидент Владимир Гершуни, находившийся в качестве заключённого в Орловской больнице на протяжении трёх лет, прокомментировал Дейчу демарш Котовой:

Зря они это затеяли. «Врачам» орловской психушки лучше было бы тихо отсидеться: глядишь, всё забылось бы окончательно. Правда, ни я, ни мои товарищи ничего не забыли.

Как отмечал в дальнейшем Г. Майоров, суд в Орле «был первым процессом подобного рода, вызвавшим повышенный интерес в кругу диссидентов и правозащитников: ведь многие из них до сих пор не имели возможности публично высказать свои претензии карательной медицине. <…> В приговоре долго искали „золотую середину“. Но главное поражение лидеров спецпсихбольницы заключалось в том, что процесс освещался не только в СССР, но и за рубежом и свою оценку карательной медицине высказали очень многие известные люди».
В постсоветский период Татьяна Котова продолжила работу на прежнем месте и в прежней должности в качестве главного врача ФГУ «Орловская психиатрическая больница (стационар) специализированного типа с интенсивным наблюдением Министерства здравоохранения и социального развития Российской Федерации»: как отмечал журнал «Столица», «продолжают процветать в российской психиатрии и такие одиозные личности, как <…> главврач Орловской спецпсихбольницы подполковник внутренней службы Татьяна Котова, запятнавшие себя преследованием инакомыслящих». Участвовала в «круглых столах» на тему «Защита прав пациентов, находящихся на принудительном лечении. Социальная реабилитация и общественная безопасность».

## Бывшие пациенты Котовой
Советские диссиденты (годы содержания в орловской психушке тюремного типа):
- Владимир Гершуни (1969—1974),
- Андрей Деревянкин (1985—1987),
- грузин Георгий Кочиашвили,
- украинец Анатолий Лупинис (1980—1983),
- Юрий Петровский,
- Владимир Титов, бывший сотрудник КГБ, член НТС.